# Федоровка (Хабаровський район)
Фе́доровка (рос. Фёдоровка) — село у складі Хабаровського району Хабаровського краю, Росія. Входить до складу Мічурінського сільського поселення.

## Населення
Населення — 516 осіб (2010; 496 у 2002).
Національний склад (станом на 2002 рік):
- росіяни — 91 %